# Thomas Carol
Pour les articles homonymes, voir Carol.
Pas d'image ? Cliquez ici

a Compétitions nationales et continentales officielles uniquement.

b Matchs officiels uniquement.
Dernière mise à jour le 13 août 2025.
Thomas Carol, né le 17 janvier 2001 à Paris (Île-de-France), est un joueur français de rugby à XV et de rugby à sept évoluant aux postes d'arrière ou d'ailier à la Section paloise.

## Biographie

### Jeunesse et formation
Thomas Carol naît le 17 janvier 2001 à Paris, d'une famille originaire de Toulouse. Son grand-père a porté le maillot du Stade toulousain. Il commence le rugby à XV à l'AC Boulogne-Billancourt, ville où il grandit. Après avoir été contraint de quitter l'ACBB à la suite d'un différend au niveau du terrain d'entraînement avec le Stade français Paris, Thomas Carol rejoint finalement l'école de rugby du Racing 92. Malgré la proximité des terrains d'entraînement du Stade Français avec son domicile, il choisit de rejoindre le Plessis-Robinson, un club affilié, avant de finalement intégrer le Racing 92. Après l'obtention de son baccalauréat scientifique, Thomas Carol cherche une école d'ingénieurs compatible avec la pratique du rugby. Une école à La Rochelle l'ayant accepté, il rejoint le Stade rochelais, où il se fait remarquer par Sébastien Piqueronies. Côté formation, Thomas Carol opte finalement pour l'EDHEC. 

### En club
En 2021, Thomas Carol rejoint la Section paloise. Le 9 octobre 2021, Carol dispute son premier match professionnel face au Stade toulousain. Au cours de sa première saison, il accumule une expérience significative, participant à onze matchs de Top 14 et trois matchs de Challenge européen.
En 2022, il s'illustre également dans le Supersevens avec la Section paloise sevens, démontrant sa polyvalence et sa capacité à performer dans différentes compétitions. 
La saison 2022-2023 voit Carol confirmer ses performances avec la Section paloise, inscrivant notamment son premier essai en Challenge Cup face aux Dragons RFC le 17 décembre 2022. 
La saison 2023-2024 voit Thomas Carol occuper une place plus importante dans la rotation de l'effectif béarnais, avec des titularisations en Top 14 et Chalenge Cup, malgré la concurrence de Jack Maddocks et la révélation de Théo Attissogbé. Ainsi, lors du premier match de Top 14 contre le Castres olympique, il est titulaire à l'aile. En janvier 2024, la Section paloise annonce la signature de son premier contrat professionnel de deux saisons, s'étendant jusqu'en juin 2026. Lors de la dernière journée de la saison face à l'USA Perpignan, il se blesse et souffre d'une rupture du ligament croisé antérieur.
Il manque l'intégralité de la saison 2024-2025 avec une reprise de l'entraînement à la mi mars 2025.

### En équipe nationale
En novembre 2022, Thomas Carol fait ses débuts avec l'équipe de France de rugby à sept lors des étapes de Hong Kong de Dubaï et d'Afrique du Sud du World Rugby Sevens Series. Sa participation se poursuit en 2023 avec les étapes à Hamilton, Sydney, Los Angeles, Vancouver et Londres.
En avril 2024, Thomas Carol est convoqué lors d'un stage de l'équipe de France de rugby à sept à Capbreton, en vue de préparer les Jeux olympiques d'été de 2024. Il est retenu pour participer au Tournoi de Singapour avec l'équipe de France à sept du 3 au 5 mai 2024.

## Statistiques
Thomas Carol participe avec l'équipe de France de rugby à sept aux World Series.
| Saison    | Statistiques | Statistiques | Statistiques | Classement final | Tournois disputés | Vainqueur du tournoi | 2e place | 3e place |
| Saison    | M            | Ess          | Pts          | Classement final | Tournois disputés | Vainqueur du tournoi | 2e place | 3e place |
| --------- | ------------ | ------------ | ------------ | ---------------- | ----------------- | -------------------- | -------- | -------- |
| 2022-2023 | 42           | 5            | 28           | 4e               | 8/11              | 0                    | 1        | 3        |
| 2023-2024 | 5            | 1            | 5            | 5e               | 1/8               | 0                    | 0        | 0        |
| Total     | 47           | 6            | 33           | -                | 9                 | 0                    | 1        | 3        |